# Kirants
Kirants (in armeno Կիրանց?; fino al 1967 Getashen e Kunen) è un comune dell'Armenia di 329 abitanti (2001) della provincia di Tavush.